# 윤진숙
윤진숙(尹珍淑, 1955년 5월 27일 ~ , 부산)은 대한민국의 전 정무직 공무원이자 장관이다. 박근혜 정부의 초대 장관을 역임했다. 최낙정 전 해양수산부 장관에 이어 역대 두 번째로 국무총리의 해임건의를 통해 해임된 국무위원이다.

## 생애
부산출생으로 부산여고와 부산여대를 졸업한 뒤 경희대학교에서 석사‧박사 학위를 마쳤다. 연안관리, 해양환경 등이 주요 전공 분야이며 경희대, 한성대, 충북대 등에서 강의를 하는 등 주로 학계에서 활동했다. 국무총리실 물관리 대책위원, 국토해양부 정책자문위원, 여수 엑스포 비상임재단 이사장 등을 역림하면서 해양수산 분야 정책 수립에 기여했다. 연안관리법, 해양환경관리법, 해양수산발전기본법 등 해양수산 분야 법안 마련에도 영향력을 발휘했다. 1997년 한국해양수산개발원에 들어간 뒤 해양정책연구부장, 해양정책연구본부장을 거쳐 해양연구본부장을 지냈다. 박근혜 정부의 초대 해양수산부 장관에 임명되었으나, 2014년 2월 해임되었다. 이번 해임은 국무총리의 해임건의권을 통해 이루어졌으며, 이는 헌정사상 역대 두 번째다.

## 학력
- 신라대학교(舊 부산여자대학교) 지리교육 학사
- 경희대학교 대학원 지리학 이학석사
- 경희대학교 대학원 지리학 이학박사

## 경력
- 2000년 건설교통부 국가지리정보체계추진위원
- 2001년 국무총리실 물관리대책위 평가위원
- 2002년 해양수산부 중앙연안심의위원
- 2005년 호주 울런공 대학교 객원교수
- 2006년 해양수산부 정책평가위원
- 2006년 건설교통부 토지이용규제심의위원
- 2006년 해양수산부 정책자문위원회 위원
- 2007년 과학기술부 해양분야 전문위원
- 2007년 해양수산부 자체평가위원
- 2008년 국토해양부 정책평가위원 및 자체평가위원
- 2008년 국토해양부 중앙연안심의위원
- 2008년 한국해양수산개발원 해양정책연구본부장
- 2010년 한국해양수산개발원 해양아카데미 학장
- 2012년 국토해양부 중앙연안심의위원
- 2012년 한국해양수산개발원 해양연구본부장
- 2012년 한국수로학회 부회장
- 2013년 해양수산부 장관
- 2014년 2월 6일부로 경질[2]

## 수상 내역
- 2002년 5월 바다의 날 "대통령 표창" 수상
- 2013년 1월 여수세계박람회 개최 관련 "대통령 표창" 수상

## 자질 논란
2013년 2월 17일 11개 부처 장관 내정자를 발표할 때, 해양수산부 장관으로 내정되었다. 그러나, 정부조직법 개편안의 국회 통과가 지연되어 곧바로 인사청문회가 열리지 못했다. 당시에는 출장비 허위청구 외에는 별다른 논란점이 없어 청문회 통과가 낙관적이라고 평가되기도 했다. 3월 22일 정부조직법 개편안이 국회를 통과하고, 4월 2일 인사청문회가 개최되었다. 그러나, 인사청문회 과정에서 불성실한 태도와 계속되는 모르겠다라는 발언으로 자질 논란이 일었다. 민주당은 무능력한 인사라며 자진사퇴를 요구하고 나섰으며 여당인 새누리당 일부 의원들 조차도 실망스럽다는 평을 내놨다. 결국, 국회 농림축산식품해양수산위원회는 인사청문경과보고서를 채택하지 않았다.
그 후 인사청문회 관련 패러디물들이 인터넷에 올라오며 여론이 악화되었지만 박근혜 대통령은 "윤 후보자를 발탁한 것은 그 분야에 여성을 발탁해서 키우려던 생각이었다. 쌓은 실력이 있으니 지켜보시고 도와달라"라며 임명을 강행할 뜻을 내비쳤고 마침내 4월 17일 임명을 강행했다.

## 장관 해임
2014년 1월 31일 전남 전남 여수시 낙포동 신덕마을 앞 낙포각 원유 2부두 앞바다에서 싱가포르 국적의 유조선 우이산호(16만여톤급)가 여수 GS칼텍스의 송유관을 들이받는 사건이 발생했다.
사건 수습 과정에서 정홍원 총리가 "가능한 자원을 총동원해 기름 유출 피해가 확산되지 않도록 힘써달라" 고 적극적인 조처를 요구했음에도 불구하고 사고 발생 하루만에 피해 현장을 늑장 방문해 코를 막으면서 "심각하지 않은 것으로 생각했는데..", "보상 문제는 원유사하고 보험회사가 해야 할 일이다" 와 같은 책임자답지 못한 행동으로 일부 주민의 항의를 받았다. 이에 대해 2014년 2월 3일 JTBC '뉴스9'와의 인터뷰에서 "독감 때문에 코를 막은 것이지 악취 때문이 아니었다. 냄새 때문에 입을 막았다는 것은 오해"라는 입장을 밝혔다.
2014년 2월 5일 사고 대책을 논의하기 위한 새누리당과의 당정협의에서 발언과 태도가 또 다시 문제가 되었다. 이 자리에서 "(이번 사고의) 1차 피해자는 GS칼텍스이고 2차 피해자는 어민들" 이라고 발언을 했으며 이에 대해 새누리당 이현재 의원이 "GS칼텍스가 가해자지 왜 1차 피해자냐. 장관의 문제인식이 잘못됐다"며 비판했다. 또한 답변 도중 자주 웃음을 보였다는 이유로 지적을 받았으며, 어민에게 선(先)보상을 촉구하는 의원들에게 "우리가 하고 있다니까요"라 말한 것도 지적받았다.
이를 이유로 각종 언론매체들이 사퇴 압력을 높였고 2014년 2월 6일 정홍원 총리가 대정부 질문에서 여러 의원의 질타에 "깊이 유감스럽게 생각한다. 윤 장관에 대한 해임 건의를 깊이 고민해서 결론을 내겠다"고 말했다. 대정부 질문이 끝난 뒤 총리는 공관에서 윤진숙 장관을 만나 해임 건의 방침을 결정했다. 총리는 장관의 해임을 대통령에게 전화로 건의했고 대통령은 전화를 받고 그 자리에서 해임을 결정했다. 해임 결정은 2014년 2월 7일 아침 7시 민경욱 청와대 대변인에 의해 긴급 브리핑으로 발표되었다.
윤진숙 장관은 2014년 2월 12일 오전 11시 정부세종청사에서 열린 퇴임식에서 "평생 바다를 친구이자 삶의 터전으로 생각하고 살아온 사람으로서 해수부의 새 출발을 함께 할 수 있어서 영광이었다."라는 퇴임사를 남겼다.